# Monako na Zimowych Igrzyskach Olimpijskich 1988
Monako na Zimowych Igrzyskach Olimpijskich 1988 reprezentował 3 zawodników: jeden w narciarstwie alpejskim oraz dwóch w zawodach bobslejowych. 
Był to drugi start Monako na zimowych igrzyskach olimpijskich.

## Narciarstwo alpejskie
Mężczyźni
| Konkurencja   | Zawodnik       | Zjazd I | Zjazd I | Zjazd finałowy | Zjazd finałowy | Klasyfikacja końcowa | Klasyfikacja końcowa |
| Konkurencja   | Zawodnik       | Czas    | Miejsce | Czas           | Miejsce        | Czas                 | Miejsce              |
| ------------- | -------------- | ------- | ------- | -------------- | -------------- | -------------------- | -------------------- |
| Slalom gigant | Fabrice Notari | 1:27,14 | 73.     | 1:25,01        | 64.            | 2:52,15              | 64.                  |
| Supergigant   | David Lajoux   |         |         |                |                | 2:11,73              | 54.                  |

## Bobsleje
Mężczyźni
| Konkurencja | Zawodnik                      | Zjazd I | Zjazd I | Zjazd II | Zjazd II | Zjazd III | Zjazd III | Zjazd IV | Zjazd IV | Klasyfikacja końcowa | Klasyfikacja końcowa |
| Konkurencja | Zawodnik                      | Czas    | Miejsce | Czas     | Miejsce  | Czas      | Miejsce   | Czas     | Miejsce  | Czas                 | Miejsce              |
| ----------- | ----------------------------- | ------- | ------- | -------- | -------- | --------- | --------- | -------- | -------- | -------------------- | -------------------- |
| Dwójka      | Gilbert Bessi Albert Grimaldi | 58,48   | 17.     | 1:00,74  | 30.      | 1:01,64   | 27.       | 1:01,42  | 32.      | 4:02,28              | 25.                  |